# Großsteingrab Holmgård (Alsønderup Sogn)
Das Großsteingrab Holmgård ist eine megalithische Grabanlage der jungsteinzeitlichen Nordgruppe der Trichterbecherkultur im Kirchspiel Alsønderup in der dänischen Kommune Hillerød.

## Lage
Das Grab liegt südwestlich von Alsønderup und südlich des Hofs Skovfrydgård, direkt an der Südseite des Ravensbjergvej. In der näheren Umgebung gibt bzw. gab es zahlreiche weitere megalithische Grabanlagen.

## Forschungsgeschichte
In den Jahren 1887 und 1942 führten Mitarbeiter des Dänischen Nationalmuseums Dokumentationen der Fundstelle durch. Eine weitere Dokumentation erfolgte 1988 durch Mitarbeiter der Forst- und Naturbehörde. 1990 wurde das Grab restauriert.

## Beschreibung
Die Anlage besitzt eine runde Hügelschüttung mit einem Durchmesser von etwa 18 m und einer Höhe von 1,5 m. Eine steinerne Umfassung ist nicht erkennbar.
Der Hügel enthält eine nur in Resten erhaltene Grabkammer, die als Ganggrab anzusprechen ist. Sie ist nordost-südwestlich orientiert und hat eine erhaltene Länge von 2 m und eine Breite von 1,4 m. Von der Kammer sind nur noch fünf Wandsteine erhalten, darunter der nordöstliche Abschlussstein; sämtliche Decksteine fehlen. An der südöstlichen Langseite ist der Kammer ein nordwest-südöstlich orientierter Gang vorgelagert. Der Gang besteht aus acht Wandsteinen an der Nordostseite und sieben Wandsteinen an der Südwestseite. Etwa 2 m vor dem Übergang zur Kammer befindet sich im Gang ein Schwellenstein.
Bei der Restaurierung wurden 32 m³ Erde auf den Hügel aufgebracht, um seine Oberfläche zu ebnen.